# Linia kolejowa Leipzig – Hof
Linia kolejowa Leipzig – Hof – ważna dwutorowa linia kolejowa w Niemczech, w krajach związkowych Saksonia, Turyngia i Bawaria.
Została zbudowana i eksploatowana przez Sächsisch-Bayerische Eisenbahn-Compagnie. Biegnie z Lipska poprzez Altenburg, Werdau, Reichenbach im Vogtland i Plauen do Hof i była oddawana etapami w latach 1842–1851. W kolejnych latach, linia ta stała się jedną z głównych tras w korytarzu północ-południe w Niemczech.